# Tachyoryctes ibeanus
Tachyoryctes ibeanus es una especie de roedor de la familia Spalacidae.

## Distribución geográfica
Es  endémica de Kenia.

## Hábitat
Su hábitat natural son: sabanas húmedas, tierras de cultivo, pastizales, plantaciones, jardines rurales, zona urbana y antiguos bosques degradados.